# Doctor Khumalo
Theophilus "Doctor" Khumalo (n. el 26 de junio de 1967, en Soweto) es un exfutbolista sudafricano, conocido principalmente por haber sido capitán durante años del Kaizer Chiefs y de la selección de fútbol de Sudáfrica con la que participó en la Copa Mundial de Fútbol de 1998.

## Trayectoria
Theophilus Doctorson Khumalo asistió a la Sizanani Primary School y luego realizó la secundaria en la Daliwonga Secondary School. Khumalo comenzó su carrera en 1986 en los juveniles del conjunto sudafricano Kaizer Chiefs. Su máximo valedor fue siempre su padre Eliakim "Pro" Khumalo, un símbolo del fútbol sudafricano de los años 1970 y 1980. Un año después y con 20 años subió al primer equipo, con el que debutó ante Orlando Pirates en el Ellis Park Stadium.
El Doctor Khumalo vivió su mejor época con los Kaizer Chiefs sin duda en la década de los años 1990, cuando con 25 años ya acumulaba en su palmarés personal con los Chiefs tres Campeonatos de liga y cinco Copas de Sudáfrica. Además en 1992 fue elegido mejor jugador sudafricano del año. Se le recuerda también por su estelar actuación en la final de la Castle Challenge de 1991 en la que los Kaizers derrotaron a los Pirates 2 a 1 con dos excepcionales asistencias de Khumalo.
Aún se recuerda la actuación del Doctor Khumalo, que fue el gran artífice de que Sudáfrica conquistara la Copa de África de Naciones en 1996, en Sudáfrica precisamente. La final se disputó en el FNB Stadium de Johannesburgo, en la que Khumalo asistió por partida doble al delantero Mark Williams en los dos tantos del partido, contribuyendo enormemente en la victoria final ante Túnez.
En 1996, tras nueve exitosas campañas con los Kaizer Chiefs, se marchó a la Argentina para jugar en Ferro Carril Oeste, conjunto en el que anotó un gran gol en su debut ante Independiente pero en el que no logró triunfar. Fue el primer jugador sudafricano en jugar en Argentina.  
Posteriormente jugó en la MLS norteamericana, en las filas de Columbus Crew y volvió, finalmente, a su país para cerrar su carrera en las filas del equipo de toda su vida, el Kaizer Chiefs.
En 2004, el Doctor se retiró del fútbol en activo tras la celebración de un partido homenaje a uno de los futbolistas más importantes de la historia de los Bafana Bafana. En ese partido se enfrentó al Orlando Pirates, equipo contra el que debutó con solo 17 años. Hoy en día sigue siendo el jugador con más partidos en la historia del Kaizer Chiefs, con 380 encuentros a sus espaldas y 74 goles.
A su retirada ejerció como asistente técnico y en la actualidad tiene pensado seguir en el fútbol ya sea en el apartado técnico o en la administración.
Fue uno de los embajadores de la Copa Mundial de Fútbol de 2010 que se disputó en su país.

## Clubes
- Kaizer Chiefs - (Sudáfrica)  1987 - 1996
- Ferro Carril Oeste - (Argentina)  1995
- Columbus Crew - (Estados Unidos)  1996 - 1997
- Kaizer Chiefs - (Sudáfrica)  1997 - 2004